# ハウメ・フランシスコ・ピュイグ
ハウメ・フランシスコ・ピュイグ（Jaume Francisco Puig, 1922年 - 1999年12月12日）は、スペインの声楽教師。
バルセロナに生まれ、バルセロナ市立音楽院で声楽を学ぶ。地元のリベラ地区のレク通りにスタジオを構え、 ハウメ・アラガル やホセ・カレーラス等を教えた。また、ビセンテ・サルディネロ、ダルマウ・ゴンザレス、アンヘレス・チャモーロ、フランシスコ・オルティス、ローザ・マリア・コネーサ、ジュイス・シンテス、マリア・ホセ・ガイェーゴ、ホセ・ブロス、カルロス・コシアスらを育てた。